# Hug de Montcada i Gralla
|  | No s'ha de confondre amb Hug de Montcada i de Cardona. |

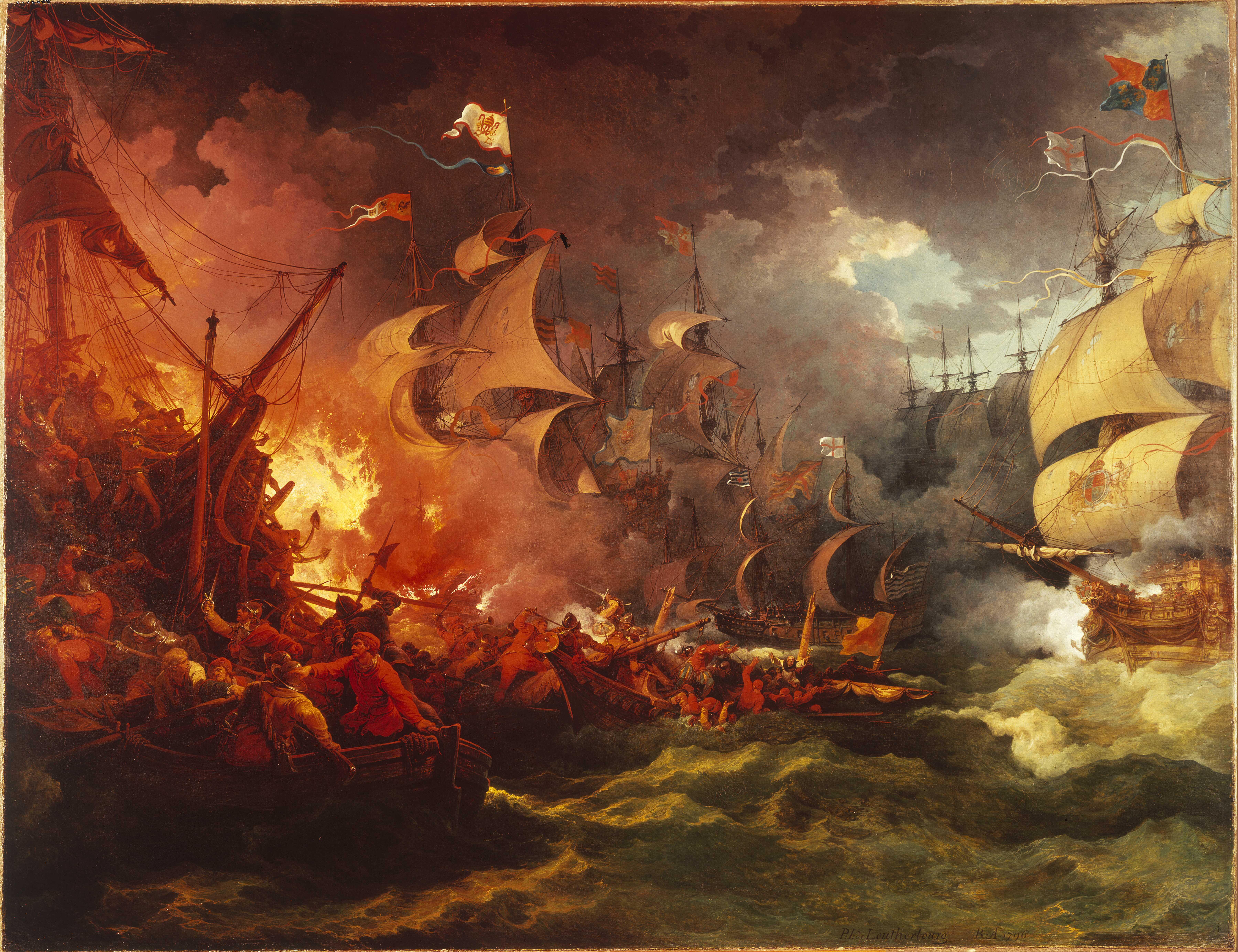
Derrota de l'Armada Invencible.

Hug de Montcada i Gralla fou un militar barceloní que comandava les galiasses de Nàpols a l'anomenada Armada Invencible. Fou el segon fill de Francesc I de Montcada, primer marquès d'Aitona i comte d'Osona, i la seva esposa Lucrècia Gralla.
Pertanyent a la noble família dels Montcada, el seu germà Gastó de Montcada i Gralla (primogènit de 17 fills) heretà la immensa fortuna familiar. Un altre germà seu fou Joan de Montcada i Gralla, Arquebisbe de Tarragona (1613-1622) i Bisbe de Barcelona (1610-1612).

## Participació en l'Armada Invencible

### Càrrec
Hug de Montcada fou designat comandant de l'estol de Nàpols. El vaixell insígnia era la galiassa San Lorenzo. La galiassa-galió La Girona formava part d'aquell estol. Les quatre galiasses foren:
- La San Lorenzo (capitana de l'estol)
  - El capità del vaixell era Joan Setantí.[5]
- La Zúñiga (patrona de l'estol)
  - Capità Pere Centelles
- La Girona
  - Capità Fabrizio Spínola, genovès.[6]
- La Napolitana[7]
  - Capità Perrucchio Morán

### Galiassa San Lorenzo

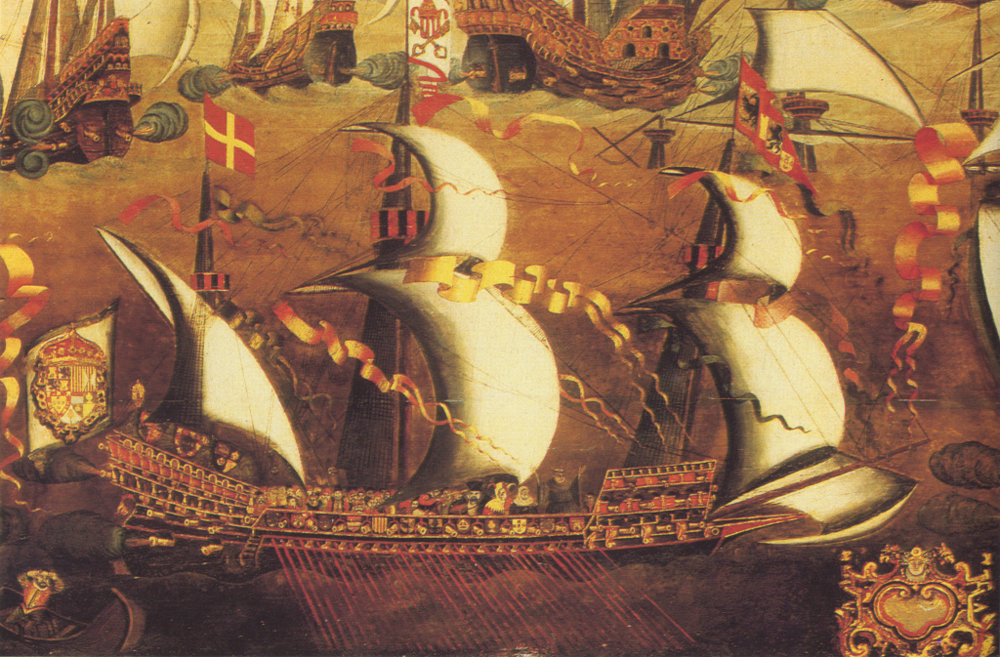
Galiassa de Malta amb aparell caire.

Aquesta nau disposava de 124 mariners, 50 peces d'artilleria, 300 remers i 270 soldats. Fou construïda a Nàpols. Desplaçava 762 tones i era el vaixell més gran i, segons alguns, el més esplèndid de tota l'armada.

### Dificultats nàutiques
Una de les variables més difícils que feien perillosa la navegació pel canal de la Mànega eren (i encara són) els corrents provocats per les marees. Els pilots locals estaven avesats a aquells corrents.

### Accions en batalla
- Segons diversos testimonis (escrits i de documentals cinematogràfics), la galiassa San Lorenzo no podia progressar remant contra els corrents contraris provocats per la marea.
- El duc de Medina Sidonia va negar a Hug de Montcada que ataqués el navili Ark Royal, quan el tenia a l'abast en condicions de superioritat.[12]
- La San Lorenzo fou el primer vaixell que va avisar amb una canonada del perill dels vuit brulots enviats per Drake contra la armada espanyola ancorada.
- L'ordre del duc de Medina Sidonia, de fer tallar els calabrots de les àncores de tots els vaixells de la armada, va provocar el caos i molts abordatges.

### Desastre final
Les referències al fet són nombroses i no sempre coincidents.
En la confusió provocada pels brulots, un abordatge inutilitzà el timó de la San Lorenzo. La maniobra amb els rems no resultava prou àgil per a combatre contra la maregassa i l'escomesa dels enemics (de l'Ark Royal en particular). Hug de Montcada va decidir anar-se a refugiar al port de Calais (sota control francès i, en teoria, neutral). No ho va aconseguir. Progressant amb la vela de trinquet i els rems, la galiassa va provar d'entrar al port de Calais però va embarrancar prop de la platga. Quedant mig tombada de costat. Els soldats (probablement aterrits per la tempesta i l'incident) desertaren la nau, saltant a l'aigua. Molt es varen ofegar. Només uns quants fidels romangueren a bord.
Els anglesos, enviaren uns quant bots amb soldats per a apoderar-se de la galiassa. Finalment Howard va enviar un reforç amb la barca de panescalm  de l'Ark Royal i pogueren reduir els darrers resistents. Hug de Montcada fou abatut amb un tret d'arcabús al cap i també moriren Joan Setantí i altres catalans defensors.

### Notícia de la derrota i comentari al Dietari de la Generalitat de Catalunya
| «                                                                                    | Dimarts, 4 d'octubre de 1588, dia de sant Francesc: En aquest dia vingué y se publica nova com la armada que sa magestat havia feta y tramesa a Inglaterra ere tornada en Espanya repartida per mal temps part en la Corunya y part en Laredo y Santander, vingué molt mal adobada per mal temps y falta de provisions en manera si moriren moltes persones, y entre altres se perdé una galeasa de la qual era capità don Hugo de Moncada fill del compte de Aytona la qual se encalla y los contraris pelearen ab ells, y mori dit don Hugo y Joan Setanti y altres cathalans peleant y ab les armes en les mans com a valents cavallers, de manera que sols pelearen y moriren en pelea cathalans y no altra nació, Deu sia de tot servit y lohat. | » |
| — Manual de novells ardits: vulgarment apellat Dietari del antich consell barceloní. | |   |

## Poema d'homenatge
Un "romance" d'homenatge a Hug de Montcada fou publicat pel "bachiller de Borja" Pedro de Moncayo.
Els primers versos resumeixen prou bé la causa de la innecessària derrota.
| «                            | Roto el cabo y mástil roto, volcada la galeaza, Inútil su artillería y la del contrario brava. Dejándole sus soldados que a priesa se echan al agua a vista de los franceses que les defienden la playa... | » |
| — Romance, Pedro de Moncayo. | |   |

## Testimoni important
Segons consta a l'obra Armada Invencible, de Cesáreo Fernández Duro, hi ha una descripció de l'atac final i la mort de n'Hug de Montcada segons les declaracions d'un esclau del marquès de Santa Cruz (Volum I, pàgina 118, document K.1467, peça 18).